# 張綺芳
張綺芳（1993年1月16日—）為臺灣女子籃球運動員，出生於高雄，綽號「阿Man」是劉君儀取的。99學年HBL高中籃球聯賽女子組冠軍賽滬江高中對上海山高中，張綺芳以45分、10籃板、5助攻、4抄截的表現帶領球隊奪下冠軍，個人抱走MVP頭銜，高中畢業後加入國立臺灣師範大學，2016年1月離開WSBL台元女籃前往日本加盟阿蘭馬雷秋田女籃，與對方簽下兩年合約，之後改效力GOLD’S GYM女籃，2019年因為簽證到期離開日本，2019年11月在WCBA選秀第一輪第18順位獲得內蒙古女籃青睞。

## 外部連結
- 張綺芳在archive.fiba.com（archived）（英语）
- 張綺芳在archive.fiba.com（archived）（英语）
- 張綺芳在archive.fiba.com（archived）（英语）
- 張綺芳在Eurobasket.com（球員）（英语）